# Hyaloscotes pithopoera
Hyaloscotes pithopoera är en fjärilsart som beskrevs av Dyar 1923. Hyaloscotes pithopoera ingår i släktet Hyaloscotes och familjen säckspinnare. Inga underarter finns listade i Catalogue of Life.